# William Faulkner
William Cuthbert Faulkner (New Albany (Mississippi), 25 september 1897 - Oxford (Mississippi), 6 juli 1962) was een schrijver uit Mississippi en winnaar van de Nobelprijs voor Literatuur in 1949. Hoewel zijn werken soms uitdagend of zelfs moeilijk zijn, wordt hij over het algemeen beschouwd als een van de belangrijkste fictieschrijvers van de Verenigde Staten.
William Faulkner schreef werken van psychologisch dramatische en emotionele diepte. Zoals veel auteurs leed hij onder de afgunst en de minachting van anderen. Hij werd beschouwd als de stilistische rivaal van Ernest Hemingway (zijn lange zinnen contrasteren met de korte "minimalistische" stijl van Hemingway). Hij wordt ook door sommigen beschouwd als de enige ware Amerikaanse modernistische schrijver van de prozafictie van de jaren 30, die de experimentele traditie volgde van Europese schrijvers zoals James Joyce, Virginia Woolf en Marcel Proust.
Het lezen van het werk van Faulkner is soms een inspanning. Naast de schrijverstechniek van de stream of consciousness maakt de schrijver vaak gebruik van meerdere vertellers. Ook introduceert hij soms kort een personage om hem/haar later voor te stellen en uit te werken. Deze schrijfwijze, gecombineerd met een grote eruditie, maakt het soms de lezer moeilijk meteen zijn werk te doorgronden en te doorzien hoe de onderlinge relaties van de hoofdrolspelers in het werk met elkaar samenhangen.

## Biografie
Faulkner werd geboren als William Falkner (zonder "u") in New Albany, Mississippi en groeide op in deze staat. Hij werd hierdoor zwaar beïnvloed, evenals door de algemene sfeer van het zuiden van Amerika. Zijn overgrootvader William Clark Falkner was een belangrijke figuur in de geschiedenis van de noordelijke Mississippi. Hij diende als kolonel in het leger, richtte een spoorverbinding op en gaf zijn naam aan de plaats Falkner in de nabijgelegen county Tippah. Misschien het belangrijkst: hij schreef verscheidene romans en andere werken, die een literaire traditie in de familie vestigden. Uiteindelijk was Kolonel Falkner het model voor Kolonel John Sartoris in het schrijven van zijn achterkleinzoon.
Het is begrijpelijk dat de jongere Falkner werd beïnvloed door de geschiedenis van zijn familie en gebied. Hij had gevoel voor humor en was zich bewust van de tragische tegenstellingen tussen zwarten en blanken. Daarnaast karakteriseerde hij de gebruikelijke zuidelijke karakters scherp en sneed hij tijdloze thema's aan. Een vroege redacteur schreef de naam van Falkner verkeerd als "Faulkner" en de auteur besliste de spelling zo te houden.
Tot de meest gevierde romans van Faulkner behoren The Sound and the Fury (1929), As I Lay Dying (1930), Light in August (1932), Unvanquished (1938) en Absalom, Absalom! (1936), die algemeen als meesterwerken worden beschouwd. In The sound and the fury zegt Faulkner, in navolging van Shakespeares Macbeth, dat het leven een verhaal is, dat door een idioot wordt verteld, vol 'sound and fury' en niets betekenend. Dat komt nog meer naar voren in As I lay dying, dat gaat over de lange, zinloze uitvaart van Addie Bundren, die alleen maar uit tegenslagen bestaat. De roman is opgebouwd uit 59 monologen, waarbij de lezer zelf de gang van het verhaal moet reconstrueren. Deze manier van schrijven werd later overgenomen door Hugo Claus in De Metsiers en door Alfred Andersch in Sansibar oder der letzte Grund. Faulkner was een vruchtbare schrijver van korte verhalen: zijn eerste korte-verhaalinzameling, These 13 (1931), omvat veel van zijn meest bejubelde verhalen. Tijdens de jaren 30, in een inspanning om geld te verdienen, bewerkte Faulkner Sanctuary, een sensationele "pulp fiction"-gestileerde roman (voor het eerst gepubliceerd in 1931). Hij ontving een Pulitzer-prijs voor A Fable en won een Nationale Boekenprijs voor zijn Collected Stories.
Faulkner was ook een gevierd schrijver van mysteries. Hij plaatste veel van zijn korte verhalen en romans in zijn fictieve provincie Yoknapatawpha, gebaseerd op - en in termen van aardrijkskunde bijna identiek aan - zijn geboortegebied.
In zijn latere jaren verhuisde Faulkner naar Hollywood om scenarioschrijver te worden. Faulkner kreeg een relatie met een secretaresse voor Hawks, Meta Carpenter.
Faulkner was ook bekend om zijn drankprobleem. Gedurende een groot deel van zijn leven was hij alcoholist. Volgens geruchten was het alcoholisme van Faulkner bijzonder drastisch na een belangrijke verwezenlijking of beloning. Normaal gesproken bleef hij tijdens zijn periodes van drank in bed en brachten diverse familieleden hem zijn dranken en hielden ze zijn bedrijf draaiende.
In de jaren 1950 reisde Faulkner en doceerde hij aan universiteiten in de Verenigde Staten en Europa. Mede door zijn alcoholisme ging zijn gezondheid achteruit naarmate hij ouder werd. Hij stierf aan een hartaanval op 6 juli 1962.

## Romans
- Soldier's Pay (1926)
- Mosquitoes (1927)
- Sartoris (1929) Ned. vertaling: De familie Sartoris. Een romantisch verhaal uit den Amerikaanschen Burgerkrijg, 1861-1865, 1938
- The Sound and the Fury (1929) Ned. vertaling: Het geraas en gebral, 1967 en Het geluid en de drift, 2010
- As I Lay Dying (1930) Ned. vertaling: Uitvaart in Mississippi, 1955 en Terwijl ik al heenging, 1985
- Sanctuary (1931) Ned. vertaling: Grijze zomer, 1951; Het gangstermeisje Temple Drake, 1969 en Toevlucht, 2008
- Light in August (1932) Ned. vertaling: Het licht in augustus, 1979
- Pylon (1935)
- Absalom, Absalom! (1936) Ned. vertaling: Absalom, Absalom!, 1966
- The Unvanquished (1938) Ned. vertaling: Onoverwinnelijk, 1964 en Onverslagen, 1990
- The Wild Palms (1939) - later uitgebracht onder de titel If I Forget Thee, Jerusalem
- The Hamlet (1940) Ned. vertaling: Het gehucht, 1980  [Boek een: Snopes-trilogie]
- Go Down, Moses (1942)
- Intruder in the Dust (1948) Ned. vertaling: Ongenode gast, 1951
- Requiem for a Nun (1951)
- A Fable (1954)
- The Town (1957) Ned. vertaling: Het stadje, 1982  [Boek twee: Snopes-trilogie]
- The Mansion (1959) Ned. vertaling Het landhuis (niet verschenen)  [Boek drie: Snopes-trilogie]
- The Reivers (1962, Bekroond met de Pulitzerprijs) Ned. vertaling: De rovers, 1963
- Flags in the Dust (1973)

## Korte verhalen
- "Landing in Luck" (1919)
- "The Hill" (1922)
- "New Orleans"
- "Mirrors of Chartres Street" (1925)
- "Damon and Pythias Unlimited" (1925)
- "Jealousy" (1925)
- "Cheest" (1925)
- "Out of Nazareth" (1925)
- "The Kingdom of God" (1925)
- "The Rosary" (1925)
- "The Cobbler" (1925)
- "Chance" (1925)
- "Sunset" (1925)
- "The Kid Learns" (1925)
- "The Liar" (1925)
- "Home" (1925)
- "Episode" (1925)
- "Country Mice" (1925)
- "Yo Ho and Two Bottles of Rum" (1925)
- "Music - Sweeter than the Angels Sing"
- "A Rose for Emily" (1930)
- "Honor" (1930)
- "Thrift" (1930)
- "Red Leaves" (1930)
- "Ad Astra" (1931)
- "Dry September" (1931)
- "That Evening Sun" (1931)
- "Hair" (1931)
- "Spotted Horses" (1931)
- "The Hound" (1931)
- "Fox Hunt" (1931)
- "Carcassonne" (1931)
- "Divorce in Naples" (1931)
- "Victory" (1931)
- "All the Dead Pilots" (1931)
- "Crevasse" (1931)
- "Mistral" (1931)
- "A Justice" (1931)
- "Dr. Martino" (1931)
- "Idyll in the Desert" (1931)
- "Miss Zilphia Grant" (1932)
- "Death Drag" (1932)
- "Centaur in Brass" (1932)
- "Once Aboard the Lugger (I)" (1932)
- "Lizards in Jamshyd's Courtyard" (1932)
- "Turnabout" (1932)
- "Smoke" (1932)
- "Mountain Victory" (1932)
- "There Was a Queen" (1933)
- "Artist at Home" (1933)
- "Beyond" (1933)
- "Elly" (1934)
- "Pennsylvania Station" (1934)
- "Wash" (1934)
- "A Bear Hunt" (1934)
- "The Leg" (1934)
- "Black Music" (1934)
- "Mule in the Yard" (1934)
- "Ambuscade" (1934)
- "Retreat" (1934)
- "Lo!" (1934)
- "Raid" (1934)
- "Skirmish at Sartoris" (1935)
- "Golden Land" (1935)
- "That Will Be Fine" (1935)
- "Uncle Willy" (1935)
- "Lion" (1935)
- "The Brooch" (1936)
- "Two Dollar Wife" (1936)
- "Fool About a Horse" (1936)
- "The Unvanquished" (1936)
- "Vendee" (1936)
- "Monk" (1937)
- "Barn Burning" (1939)
- "Hand Upon the Waters" (1939)
- "A Point of Law" (1940)
- "The Old People" (1940)
- "Pantaloon in Black" (1940)
- "Gold Is Not Always" (1940)
- "Tomorrow" (1940)
- "The Tall Men" (1941)
- "Two Soldiers" (1942)
- "Delta Autumn" (1942)
- "The Bear" (1942) Ned. vertaling: De beer, 1985
- "Afternoon of a Cow" (1943)
- "Shingles for the Lord" (1943)
- "My Grandmother Millard and General Bedford Forrest and the Battle of Harrykin Creek" (1943)
- "Shall Not Perish" (1943)
- "Appendix, Compson, 1699-1945" (1946)
- "An Error in Chemistry" (1946)
- "A Courtship" (1948)
- "Knight's Gambit" (1949)
- "A Name for the City" (1950)
- "Notes on a Horsethief" (1951)
- "Mississippi" (1954)
- "Sepulture South: Gaslight" (1954)
- "Race at Morning" (1955)
- "By the People" (1955)
- "Hell Creek Crossing" (1962)
- "Mr. Acarius" (1965)
- "The Wishing Tree" (1967) Ned.vertaling: De wensboom, 1969
- "Al Jackson" (1971)
- "And Now What's To Do" (1973)
- "Nympholepsy" (1973)
- "The Priest" (1976)
- "Mayday" (1977)
- "Frankie and Johnny" (1978)
- "Don Giovanni" (1979)
- "Peter" (1979)
- "A Portrait of Elmer" (1979)
- "Adolescence" (1979)
- "Snow" (1979)
- "Moonlight" (1979)
- "With Caution and Dispatch" (1979)
- "Hog Pawn" (1979)
- "A Dangerous Man" (1979)
- "A Return" (1979)
- "The Big Shot" (1979)
- "Once Aboard the Lugger (II)" (1979)
- "Dull Tale" (1979)
- "Evangeline" (1979)
- "Love" (1988)
- "Christmas Tree" (1995)
- "Rose of Lebanon" (1995)
- "Lucas Beauchamp" (1999)

## Gedichtenbundels
- Vision in Spring (1921)
- The Marble Faun (1924)
- This Earth, a Poem (1932)
- A Green Bough (1965)
- Mississippi Poems (1979)
- Helen, a Courtship and Mississippi Poems (1981)